# Dawn Penn
Dawn Pickering, bedre kendt som Dawn Penn er en reggae-sangerinde fra Jamaica.

## Diskografi
- No no no (1994)